# Cecil Reddie

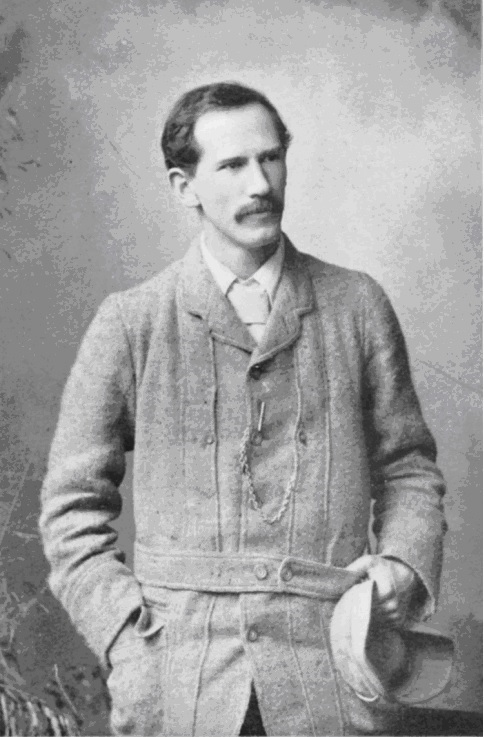
Cecil Reddie

Cecil Reddie (* 10. Oktober 1858 in London; † 6. Februar 1932) war ein britischer Reformpädagoge und Gründer des Landerziehungsheims Abbotsholme in England. Er ist der Pionier der Landerziehungsheime.
Nach dem Schulbesuch am Fettes College in Edinburgh studierte er Chemie, Physik und Mathematik an der Universität Edinburgh und ab 1882 an der Universität Göttingen, wo er mit einer Promotion in Chemie abschloss. 1884 kehrte er nach Schottland zurück und arbeitete als wissenschaftlicher Demonstrator und Lehrer, u. a. wieder am Fettes College und an der Clifton School Bristol. Beeinflusst von Werken von John Ruskin (1819–1900), William Morris (1834–1896), Edward Carpenter (1844–1929) und Walt Whitman wurde er zum aktiven Sozialisten. Um 1888/89 hatte er eine homosexuelle Beziehung zu Edward Carpenter. Er trat mit ihm der sozialistischen Fellowship of the New Life bei und gründete 1889 die Schule Abbotsholme. Die Schule setzte mehr auf die modernen als die alten Sprachen und auf freiwilliges Lernen, körperliche Strafen wurden abgeschafft. Er ersetzte den kompetitiven Sport durch Werken und Feldarbeit. Danach reiste er mehrfach zur Jenaer Universitätsschule von Wilhelm Rein und hielt Kontakt zu dessen Schüler Hermann Lietz, der in Abbotsholme auch Lehrer für ein Jahr wurde. Der im Umgang schwierige Reddie blieb mit Unterbrechungen Schulleiter bis 1927, als er nur noch zwei Schüler hatte. Während des Burenkrieges und des Ersten Weltkrieges bekam er Schwierigkeiten wegen seiner Deutschfreundlichkeit.
Für die Schulgestaltung Reddies spielte der Herbartianismus eine große Rolle. Damit war er konservativer als andere Reformpädagogen.

## Schriften
- John Bull: His Origin and Character; London 1901
- Abbotsholme, 1889–1899, or ten years work in an educational laboratory; London 1900
- Steffi Koslowski: Die New Era der New Education Fellowship: Ihr Beitrag zur Internationalität der Reformpädagogik im 20. Jahrhundert. Julius Klinkhardt, 2013, ISBN 978-3-7815-1899-5 (google.de [abgerufen am 21. Juni 2020]).

## Einzelbelege
1. ↑  mudlark121: Today in mystic socialist history: the Fellowship of the New Life formally founded, 1882. In: past tense. 24. Oktober 2017, abgerufen am 26. Juni 2020 (englisch).

| Personendaten    | Personendaten                                                                  |
| ---------------- | ------------------------------------------------------------------------------ |
| NAME             | Reddie, Cecil                                                                  |
| KURZBESCHREIBUNG | britischer Pädagoge und Gründer des Landerziehungsheims Abbotsholme in England |
| GEBURTSDATUM     | 10. Oktober 1858                                                               |
| GEBURTSORT       | London                                                                         |
| STERBEDATUM      | 6. Februar 1932                                                                |